# Stonewall (Missisipi)
Stonewall – miasto w Stanach Zjednoczonych, w stanie Missisipi, w hrabstwie Clarke.